# Иван Колев (скулптор)
Вижте пояснителната страница за други личности с името Иван Колев.
Иван Тодоров Колев е български скулптор и дарител.

## Биография
Роден е на 2 септември 1928 г. в с. Болярско, област Ямбол. През 1960 г. завършва ВИИИ „Николай Павлович“ в София, специалност „Скулптура“ при проф. Михаил Кац. От 1961 година е член на Съюза на българските художници. През 1979 г. експонира първата си самостоятелна изложба в галерия „Райко Алексиев“ в София. През следващите години участва във всички общи художествени изложби в България. Участва в изложби в чужбина – Австрия, Франция, САЩ, Германия, Русия, Унгария, Чехия. Негови творби са притежание на Националната художествена галерия, Софийска градска художествена галерия, Художествена галерия – Варна, Сливен, Ямбол, галерии и частни лица от Франция, Мексико, Израел и др.
Умира на 7 август 2015 г.

## Творчество
Най-значителни реализации на монументалните му творби са „Кольо Фичето“ в Бяла (1974), „Захари Зограф“ в Ямбол (1976), „Климент Охридски“ в Преслав, „Висарион Смолянски“ в Смолян (1978), „Йоан Кукузел“ в Националната художествена галерия, „Йордан Йовков“ в село Жеравна (1981), „П.Р. Славейков“ в Трявна (1997), „Ванга“ в с. Кабиле (1994), „Адам и Ева“ в Сандански. Иван Колев търси символите на националната идентичност и ги вгражда в циклите „Глаголически символи“, „Форма в пространството и пространство във формата“, „Анималистични фигури“ и др. За постижение в анималистичната тема се счита творбата му „Биковете“ (1981), намираща се на моста над река Тунджа в Ямбол.
Иван Колев има издадени 5 книги – „Когато скулпторът поеме перото“, „Силата на греха“, „Мечтите на Чорбаджито“, „Форма в пространството и пространство във формата“ и „Бисерни късчета“.
Чрез Националния дарителски фонд „1300 години България“ Иван Колев прави и дарение от 365 свои творби на Художествена галерия „Жорж Папазов“ в Ямбол и на галерията в Трявна. През 2008 г. той дарява свои творби на община Тунджа, експонирани в Общински център за изкуство и извънучилищна дейност в с. Кабиле.

## Признание и награди
На Първия международен симпозиум за скулптури от камък в Бургас печели първа награда със скулптурата си „Тризъбец на Нептун“, понастоящем реализирана в парка в Бургас. Печели и награда за композицията си „Адам и Ева“ от Симпозиума в Сандански през 1983 г.
Иван Колев два пъти е удостояван с орден „Кирил и Методий“ І степен. През 1998 г. е удостоен с Голямата награда на град Ямбол, а през 2008 г. е удостоен със званието Почетен гражданин на община Тунджа.